# 대한민국 민법 제364조
대한민국 민법 제364조는 제삼취득자의 변제에 대한 민법 물권법 저당권 조문이다.  구민법에 있던 ‘代價辨濟’와 ‘滌除’에 갈음하여 신설된 규정이다.

## 조문
제364조(제삼취득자의 변제) 저당부동산에 대하여 소유권, 지상권 또는 전세권을 취득한 제삼자는 저당권자에게 그 부동산으로 담보된 채권을 변제하고 저당권의 소멸을 청구할 수 있다.

第364條(第三取得者의 辨濟) 抵當不動産에 對하여 所有權, 地上權 또는 傳貰權을 取得한 第三者는 抵當權者에게 그 不動産으로 擔保된 債權을 辨濟하고 抵當權의 消滅을 請求할 수 있다.

Article 264(Payment of Third Party Buyer) A third party who gained an ownership, superficies, Jeonse right over the mortgaged property could request clearing of the mortgage by paying off the debt secured by that property.

## 판례

### 제삼자의 범위
- 경매신청 전 또는 경매개시결정전에 소유권, 지상권 또는 전세권을 취득한 자에 한하지 않는다[1].
- 후순위근저당권자가 제3취득자에 해당하지 않는다[2]
- 저당부동산의 제3취득자가 피담보채무를 인수한 경우에는 그 때부터 제3취득자는 채권자에 대한 관계에서 채무자의 지위로 변경되므로 본 규정이 적용되지 않는다[3]
- 저당부동산에 관한 매매계약을 체결하는 당사자 사이에 매매대금에서 피담보채무 또는 채권최고액을 공제한 잔액만을 현실로 수수하였다는 사정만을 가지고 언제나 매수인이 매도인의 저당채권자에 대한 피담보채무를 인수한 것으로 보아 제3취득자는 채권자에 대한 관계에서 제3취득자가 아니라 채무자와 동일한 지위에 놓이게 됨으로써 저당부동산의 제3취득자가 원래 행사할 수 있었던 저당권소멸청구권을 상실한다고 볼 수는 없다[4]

## 참고 문헌
- 김용상. "민법 제364조의 저당권 소멸청구를 할 수 있는 제3취득자에 후순위저당권자가 포함되는지 여부." 民事判例硏究 -.31 (2009): 211-233.
- 강태성(Kang  Tae Seong). "제3취득자의 변제에 관한 민법 제364조의 검토 및 개정안." 법학연구 29.2 (2018): 183-219.
- 오현수, 일본민법, 진원사, 2014. ISBN 978-89-6346-345-2
- 오세경, 대법전, 법전출판사, 2014 ISBN 978-89-262-1027-7
- 이준현, LOGOS 민법 조문판례집, 미래가치, 2015. ISBN 979-1-155-02086-9

## 같이 보기
- 대한민국 민법 제360조 피담보채권의 범위
- 대한민국 민법 제481조
- 대한민국 민법 제482조
- 대한민국 민법 제483조
- 대한민국 민법 제484조
- 대한민국 민법 제485조